# Gyurkó Szilvia
Gyurkó Szilvia (Békéscsaba, 1977. február 10.) gyermekjogi aktivista, a gyermekjogok egyik legelismertebb hazai szakértője, a Hintalovon Gyermekjogi Alapítvány alapítója és vezetője.

## Tanulmányai
A középiskolát a békéscsabai Rózsa Ferenc Gimnáziumban végezte, 1995-ben érettségizett. Jogi diplomáját az Eötvös Loránd Tudományegyetem Állam- és Jogtudományi Karán szerezte 2002-ben. Az egyetem után elnyert egy egyéves ösztöndíjat és New Yorkban, a Columbia Egyetemen folytatta tanulmányait. Ott találkozott először a gyerekjogi képviselettel mint feladattal és tevékenységi körrel.

## Munkássága
2005 és 2012 között az Országos Kriminológiai Intézet tudományos munkatársa volt, ahol gyerekekkel kapcsolatos kutatásokat végzett. Alapvetően gyermekbántalmazás és családon belüli bántalmazás volt a szakterülete. Nevéhez több ezekkel kapcsolatos publikáció fűződik. 2009-től az ESZTER Alapítvány jogsegélyszolgálatának volt a vezetője, továbbá tevékenykedett a Család, Gyermek, Ifjúság Egyesületnél is.
2012–2014 között az UNICEF (az ENSZ Gyermekalapja) Magyar Bizottságának gyerekjogi igazgatójaként dolgozott. Ezt követően a Terre des Hommes svájci székhelyű nemzetközi gyermekvédelmi alapítvány kelet-európai regionális irodájának tanácsadója volt.
2015-ben megjelent a Rám is gondoljatok című könyve, mely gyermekjogokkal és válási problémákkal foglalkozik. Ugyanabban az évben megalapította a Hintalovon Gyermekjogi Alapítványt, melynek tevékenységét azóta is irányítja, szervezi. Az alapítvány küldetése a Magyarországon élő gyerekek jogainak érvényesítése és támogatása; önálló  programjuk között említhető például az egyedi ügyek képviselete, melyet az alapítvány Gyermekjogi Központja végez, továbbá működtet egy szexedukációs programot is, a Yelont.

## Díjai, elismerései
- 2012-ben megkapta az AmCham (Amerikai Kereskedelmi Kamara) Női Kiválóság Díját.[7]
- 2019-ben felkerült a Forbes Legbefolyásosabb magyar nők 2019 listájára[8]

## Publikációi
- Az iskolai erőszak megítélésének különbségei és hasonlóságai a gyermekvédelmi és az oktatási intézményrendszerben[9]
- Emberpiac: A Magyarországot érintő nemzetközi emberkereskedelem társadalmi, kriminológiai jellemzői[10]
- Gyermekkori kriminalitás és a gyermeki jogok védelme [11]
- Gyermekbántalmazás, veszélyeztetett gyermekek[12]
- A családon belüli erőszak fogalmának és koncepciójának megjelenése Magyarországon[13]
- A családon belüli erőszak megítélése és szabályozása a magyar jogrendszerben; Idősbántalmazás a családon belül[14]
- „Ha megversz is, imádlak én”[15]
- Rám is gondoljatok[16]
- Children’s rights in relation to criminal procedure and child friendly justice[17]

### Interjúk, előadások, sajtómegjelenések
- Luke, én vagyok az apád (Előadás az UNICEF Magyar Bizottság gyermekjogi igazgatójaként, 2013)[18]
- „Nem kifelé kell harcosnak lenni!” – Közeli Dr. Gyurkó Szilvia gyermekjogi szakértővel (Nők Lapja, 2017-12-07)[halott link][19]
- „Ma már tulajdonképpen a címadás egy újságíró legfontosabb készsége” – interjú dr. Gyurkó Szilviával Archiválva 2019. június 6-i dátummal a Wayback Machine-ben[20]
- Gyurkó Szilvia: „A gyermekjogok nem jogszabályok, hanem alapvető szükségletek ahhoz, hogy egy gyerek jól érezze magát”[halott link][21]
- „A gyereknek nem csak teste, lelke is van”− Interjú dr. Gyurkó Szilviával a gyerekjogokról[halott link][22]
- Tízből legalább egy gyerek abúzus miatt kér tanácsot a Hintalovon Alapítványtól[23]
- Michael Jackson és a meggyászolt gyerekkor – Interjú Gyurkó Szilviával a molesztálásokról[24]